# Бережки (Минская область)
Бережки (бел. Беражкі) — деревня в Березинском районе Минской области Белоруссии. Входит в состав Березинского сельсовета.

## География
Деревня находится в восточной части Минской области, на правом берегу реки Березины, при автодороге Н-8003, на расстоянии приблизительно 8 километров (по прямой) к северу от города Березино, административного центра района. Абсолютная высота — 157 метров над уровнем моря. Площадь населённого пункта — 0,0152 км².

## История
Основана весной 1945 года, как населённый пункт при кирпичном заводе.

## Население
По данным переписи 2019 года, в деревне проживало 4 человека.
| Год  | Население, человек |
| ---- | ------------------ |
| 1960 | 79                 |
| 2008 | ↘ 10               |
| 2009 | ↘ 4                |
| 2019 | 4                  |